# Wie genial ist das denn?!
Wie genial ist das denn?! war eine deutsche Fernsehshow, die ab dem 7. Januar 2019 ausgestrahlt wurde. Sie lief montags bis freitags ab 8:15 Uhr auf Sat.1 emotions und am selben Tag ab 19:00 Uhr auf Sat.1. Die Sendung wurde wegen schlechter Einschaltquoten bereits nach drei Wochen wieder abgesetzt. Von 40 Folgen wurden nur 15 ausgestrahlt.
Montags bis donnerstags traten jeweils drei Erfinder mit ihrem neuen Produkt gegeneinander an. Die Moderatoren Meltem Kaptan und Philipp Hageni besuchten die Erfinder zuhause, ließen sich die Erfindung vorführen und erklären. Anschließend erfolgte der „Verbraucher-Check“: Kunden sollten die Erfindung bewerten und stimmten für eins der drei vorgestellten Produkte. Der Gewinner kam ins Wochenfinale am Freitag. Dort testete eine Jury die Produkte der vier Tagessieger und kürte einen Wochensieger, der eine Siegprämie von 3000 € gewann. Die Jury bestand aus Horst Veith, Fränzi Kühne, Leon Windscheid und Rolf Claessen.